# Fronteiras
Fronteiras est une municipalité brésilienne située dans l'État du Piauí.